# Жизнь с Луи
«Жизнь с Луи» (англ. Life with Louie) — американский мультипликационный сериал, основанный на детстве комика Луи Андерсона и его жизни с семьёй в Висконсине. Каждая серия предварялась выступлением самого Луи Андерсона, также комментирующим повествование.

## Персонажи
- Луи Андерсон — главный герой мультсериала, живущий в штате Висконсин в маленьком городе Сидер-Нолл. Луи 8 лет (в третьем сезоне — 9); он проживает в частном доме со своими родителями, а также многочисленными братьями и сёстрами. На протяжении всего сериала Луи влюблён в Джинни, свою подругу и одноклассницу. Воспитывал собаку-поводыря для слепых; до неё купил рыбку и дал ей имя Перец. Учится в начальной школе. К нему пристаёт местный задира Глен Гленн. Болеет за футбольную команду «Пекерс». Смотрит на жизнь взрослыми глазами, очень впечатлителен и чувствителен; имеет аллергию на злаки. Любит читать комиксы и смотреть сериал про «пса правосудия» — «Ночную Ищейку»; также очень любит есть пончики и ненавидит спорт, о чём открыто заявляет в одном из эпизодов, хотя в другом эпизоде выясняется, что Луи имеет талант к игре в баскетбол; также Луи, как и его отец, имеет талант к игре в шахматы. Луи невысокого роста, полного телосложения, блондин. Носит поло с короткими рукавами (в каждой серии — разного цвета) и коричневые шорты; зимой носит красный свитер и серые брюки, а когда выходит на улицу — синюю шубу, в которой не может опустить руки. Луи очень добродушный и любознательный, но немного ленивый мальчик, любит своих родных и друзей.

### Семья Луи Андерсона
- Энди Андерсон — юмористично грубый и любящий похвастаться отец Луи, имеющий 6 сыновей и 5 дочерей. Имеет привязанность к своей машине марки «Ремблер». Трудоголик, не любит признавать своих ошибок. Не может сдержать своих эмоций, от чего его спасает жена — Ора Андерсон. Ветеран Второй мировой войны, поэтому имеет военные издержки и постоянно вспоминает военные годы, часто приукрашивая события в своих рассказах, которые Луи приходится выслушивать чуть ли ни каждый день. Энди любит поорать и возмущаться, но на самом деле  он очень добрый человек и любящий отец. Лично знаком с Дуайтом Эйзенхауэром и Винсом Ломбарди. Не любит Генриету Шерманн — тёщу (бабушку Луи), а также соседа Йенсена. Работает на тракторном заводе Джона Доу. Второе имя — Мортимер, которое держит в секрете. У Энди есть брат Эрик. Любимые фразы: «Я всё слышал!» и «Когда я был на войне…». Энди высокого роста, имеет довольно большой живот, носит очки в роговой оправе, рубашку с короткими рукавами (зимой — с длинными) и брюки, а зимой — зелёную куртку и шапку с козырьком.
- Ора Андерсон (до замужества — Шерманн) — Мать Луи. Отличный повар и домохозяйка; доброжелательная по отношению ко всем и милая. Всегда поможет советом в трудной ситуации и помогает Энди сдерживать эмоции, когда он заходит слишком далеко. На удивление хорошо играет в бейсбол: вызвано это тем, что родом она из Восточной Европы и «в детстве с братьями играла в лапту». Родила 6 сыновей и 5 дочерей. У неё есть брат Сэм. Ора невысокого роста; полноватая, что, впрочем, ей «подходит»; имеет причёску «каре». Носит синюю рубашку без рукавов и шорты. Зимой надевает коричневые кардиган и брюки.
- Томми Андерсон — младший брат Луи, ему 5 лет. Луи иногда подшучивает и пугает малыша, но всё равно очень любит и часто заботится о нём, когда родителей нет поблизости. У Томми тёмно-рыжие волосы; он тоже плотного телосложения, как и Луи. Носит белую рубашку с короткими рукавами и шорты, зимой — зелёный свитер и брюки. Несмотря на юный возраст, довольно самостоятельный и смелый, что доказывает в эпизодах «Лето моих разочарований» и «Уикенд на лыжах».
- Генриетта Шерманн — бабушка Луи и мать Оры Андерсон, умершая в последней серии второго сезона. Любила лишний раз немного подшутить над Энди Андерсоном, а также горячо любила своих внуков Луи и Томми. Хорошо катается на коньках.
- Сид, Джон, Дэнни и Питер Андерсоны — старшие братья Луи. Сид живёт отдельно от родителей.
- Лора, Кэрол, Чарли, Джули Андерсоны — старшие сёстры Луи.
- Хельга Андерсон — мать Энди Андерсона. Готовит ужасные кексы, которые Энди однажды использовал как блины для штанги. Занимается тяжёлой атлетикой, но, в основном, прикидывается слабой старушкой. Обожает своего второго сына Эрика и постоянно напоминает Энди о сломанном кресле-качалке.
- Эрик Андерсон — дядя Луи и родной брат Энди. Обеспеченный и удачливый, имеет жену и двоих детей. Появился в сериях «Семейное фото» и «Проект: День матери».
- Сэм Шерманн — брат Оры Андерсон. Семьи нет, в армии не служил. Очень богатый, за что его и не любит Энди. Появился в серии «Четвёртый четверг ноября». Прилетел на День Благодарения на собственном самолёте.

### Друзья и одноклассники Луи
- Джинни Харпер — одноклассница и подруга Луи, в которую он влюблён, хотя и стесняется этого. Однажды Луи поцеловал её на школьном спектакле «Спящая красавица», что, однако, очень боялся сделать и не решался до дня выступления. Часто защищает Луи от нападок Глен Гленна. Джинни худая, высокая, у неё пышные, но не длинные волосы. Носит серую футболку и шорты.
- Майкл Грюнвальд — одноклассник и лучший друг Луи, который часто подшучивает над ним. По словам Луи, они родились в одной больничной палате. Высокого роста, худой, имеет длинные волосы. Носит коричневую футболку и светлые брюки.
- Карапет Лазани (в оригинале — Тоддлер Тоболински) — ещё один друг и одноклассник Луи. Часто появляется в компании с Джинни и Грюнвальдом. Ростом с Луи, плотного телосложения, имеет тёмные волосы. Носит жёлтую футболку и шорты.
- Глен Гленн — задира и главный хулиган Сидер-Нолла. Особенно туго приходится от него Луи, с которым он враждует, однако в нескольких сериях они ненадолго становились друзьями. Любимый приём против Луи — тереть его голову двумя пальцами, что Глен называет «временем для чесалки». Очень толстый и высокий, имеет светлые волосы и редкие зубы. Носит футболку с оторванными рукавами и серые спортивные штаны. Боится темноты; имеет собаку, которая, как он говорит, «учится на убийцу».
- Крэйг Эрик и Пол Джордж — хулиганы и друзья Глен Гленна. Крэйг — невысокий и плотный, носит необычную причёску; Пол — более высокий, худой и веснушчатый.
- Шон — новенький в классе Луи, появившийся в серии «Опус мистера Андерсона». Играет на саксофоне. Джинни влюбилась в него, что вызвало ревность самого Луи и заставило его начать играть на тубе.
- Мелвины (одного из них зовут Франклин, но «все называют его Мелвином») — неразлучная троица «ботаников». Являются объектами издевательств хулиганов во главе с Глен Гленном. Хорошо играют в шахматы, и в серии «Гроссмейстер в маске» к ним примыкает Луи, быстро всему учится и обыгрывает их.
- Тико (настоящее имя — Рассел) — одноклассник и близкий друг Луи, лучший спортсмен школы. Во всём поддерживает Луи и не даёт его в обиду Глен Гленну. Долго скрывал от друзей, что является сиротой и живёт в приюте, но Луи нисколько этому не удивился, и Рождество Тико провёл в семье Андерсонов.

### Преподаватели
- Мистер Ламберт — классный руководитель Луи Андерсона и его друзей. Представляет собой типаж скучного педагога-зануды. Во время войны преподавал гигиену.
- Тренер Рокуэлл — учитель физкультуры в школе, где учится Луи. Постоянно получает увечья, чаще всего — по вине Луи. Любимая фраза «Андерсон, три круга!».
- Мисс Хэллоран — директор школы, где учится Луи. Строга и требовательна. Постоянно рекомендует прочесть написанные ей книги.
- Мистер Моррини — учитель музыки. Говорит с акцентом. Учил Луи играть на тубе в серии «Опус мистера Андерсона».
- Мисс Робертсон — молодая учительница, заменявшая заболевшего мистера Ламберта. Появилась в серии «Практикантка». Весь класс (в том числе и Луи) сразу же полюбил её. Благодаря практикантке Луи проникся любовью к поэзии Шекспира. В конце серии мисс Робертсон, по совету Энди, переходит работать в военную академию, чему она была очень рада.

### Соседи Андерсонов
- Миссис Стиллмэн — соседка семьи Андерсонов по улице, вдова. Доброжелательная и милая старушка. Посещает синагогу.
- Эрл Грюнвальд — лучший друг и сослуживец Энди, отец Майкла. Китти — его жена и подруга Оры.
- Нортон Йенсен — отец семейства Йенсенов, новых соседей Андерсонов. Родом из Индии. Сдержан и тактичен. Работает патологоанатомом. Не сходится в некоторых взглядах с Энди Андерсоном, из-за чего между ними возникает иногда ссора, однако, в отличие от Энди, Нортон успешен и иногда выигрывает в городских конкурсах. У него есть жена и сын Скотт, который учится с Луи в одном классе.
- Гас Уилльямс — толстый сослуживец Энди. Афроамериканец.
- Джен Гленн — озлобленная на всех мать Глен Гленна. У неё жуткий голос, и в серии «Добро, Зло и Глены» Джен его сорвала.
- Бен Гленн — муж Джен и отец Глена. Несмотря на грозный вид, ведёт себя, в целом, спокойно. Был главным соперником Энди в серии «Когда Сидер-Нолл замерзает».

### Прочие персонажи
- Келли Бассет — странная девочка, с которой Луи виделся во время отдыха на озере Виннибогошиш. Влюблена в Луи. Она носит очки и брекеты, собирает головастиков и улиток, а также её отец — лучший рыбак. Ради того, чтобы дружить с тройняшками Ланза, Луи вместе с ними дразнил Келли «собачкой», но потом, проникшись к девочке сочувствием, подружился и с ней. В конце серии Луи целует Келли на прощание прямо на виду у тройняшек, а через долгие годы она становится победительницей конкурса красоты[англ.], что Луи увидел в газете. Также появилась в серии «Незабываемая ярмарка» среди стоящих в очереди детей.
- Тройняшки Ланза — братья-спортсмены, появившиеся в серии «Озеро Виннибогошиш». Наглые и уверенные в себе. После того как Луи, прыгнув с вышки в бассейн, забрызгал всех купающихся людей, они приняли его к себе в компанию, но ненадолго.
- Доктор Уэзерфилд — доктор в городской больнице, появившийся в серии «Болезни, злаки и уколы от аллергии». Помешан на всех видах спорта, даже кабинет у него завален спортивной утварью. Также появляется в серии «Деньги жгут карман», где берёт Карапета в качестве кедди.
- Лана Харпер — старшая сестра Джинни, появившаяся в серии «Когда Сидар-Нолл замерзает». Отлично катается на коньках, из-за чего Луи влюбился в неё и захотел с ней кататься на вечерних танцах — это заметила Джинни и обиделась на Луи. Лана называет Луи «Ленни» и в конце серии посмеялась над ним.
- Марвин — кузен Грюнвальда. Работает в магазине гольф-клуба. Взял Луи и друзей на работу кедди (Грюнвальд заставил его сделать это, пообещав в случае отказа рассказать про любовное письмо Марвина, которое он написал в 9 лет).
- Жожо Стамапулус — лучший в городе игрок в гольф, появившийся в серии «Деньги жгут карман». Имеет скверный характер. По словам Грюнвальда, он закопал своего кедди на 14-й лунке, когда промахнулся. По иронии судьбы, Луи попадает именно к нему в качестве кедди. Луи боится сурового игрока, но игра проходит успешно, и Жожо предлагает ему работу. После этого Луи становится одержимым до денег: он не проводит время с семьёй и серьёзно обижает Джинни, Грюнвальда и Карапета, пропадая с Жожо на поле и развлекаясь по-элитному. Однако Луи потом понял, что есть вещи более важные, чем деньги.
- Руди — вожатый в летнем лагере «Чаками» в серии «Лето моих разочарований». Называет Луи «Лонни» и не воспринимает его, да и вообще работу вожатым в лагере, всерьёз. Арестован в конце серии за то, что не усмотрел за Луи и Глен Гленном, которые потерялись в лесу, будучи связанными верёвкой.
- Пит Лоуман — бездомный, обитающий за супермаркетом. Появился в серии «Ради дяди». Некогда работал с Энди на одном заводе, и однажды отвёз Ору в больницу, когда у неё рождался Луи. Потом его жизнь круто изменилась: от Пита ушла жена. Спас Луи от катящихся на него тележек, после чего Луи пригласил Пита пожить в гараже.
- Марти Казу — известный комик, школьная любовь Оры Андерсон, но последняя обиделась на него из-за неудачной шутки на публике. В серии «В семье не без комика» приехал в Сидер-Нолл на время гастролей и познакомился с Луи, после чего тот понял, кем он хочет стать. Луи, узнав о его планах встретиться с Орой, просит его научить шутить. Казу не смог нормально поговорить с Орой, и во время совместного выступления с Луи, он начал жестоко шутить о тучных детях. Из-за этого Луи обижается и уходит прямо со своего номера, а Казу в итоге остаётся ни с чем.

### Список серий
Сериал имеет 3 сезона, в каждом по 13 серий.

### Спецвыпуски
| № серии | Название и краткое содержание серии |  |
| ------- | --- |  |
|         | |  |
| —       | «Рождественский сюрприз для миссис Стилмен» (англ. A Christmas Surprise for Mrs. Stillman) В Сидер-Нолле Рождество. Кажется, только отец семейства Андерсонов Энди не подхватил праздничную лихорадку. Чтобы заставить мужа почувствовать дух рождества, Ора уговаривает его повесить гирлянду старушке-соседке миссис Стилман, пока дамы будут гулять по магазинам. И вот храбрый вояка Энди, прихватив с собой Луи в качестве моральной поддержки и лишней пары рабочих рук, отправляется «на вылазку». В выполнении этой «рождественской операции» им пытаются помешать то полицейские, которые приняли Энди за грабителя, то соседские детишки. |  |

## Первый сезон
| № серии | Название и краткое содержание серии |  |
| ------- | --- |  |
|         | |  |
| 1.01    | «Рыбка по имени Перец» (англ. A Fish Called Pepper) Луи и Джинни дружат очень давно. Но сейчас сложившийся уклад жизни под угрозой — Харперы переезжают из-за новой работы главы семейства. Родители Луи хотят помочь ему пережить расставание с подругой и ведут в зоомагазин «купить нового друга». Вот только от животных столько хлопот, да и стоят они недёшево. В результате Луи становится хозяином золотой рыбки с экзотическим именем «Перец». А тут ещё в гости нагрянула бабушка Генриетта, о которой папа бесконечно рассказывает «страшилки», исходя из личного опыта общения с «бабулей». Но в конце концов Луи обнаруживает, что бабушка — не какое-то чудище, а близкий и родной человек. А ещё неожиданно оказывается, что рыбка — далеко не всегда глупое и скучное животное. |  |
|         | |  |
| 1.02    | «Плечом к плечу с тренером» (англ. Behind Every Good Coach) «Пончик» Луи Андерсон далеко не самый спортивный мальчик в классе — он медленно бегает, плохо прыгает, а с брусьями у него и вовсе взаимная неприязнь. С гораздо большим удовольствием он лежит на диване и смотрит телевизор, поедая что-то вкусное. Но попробуй объяснить это отцу, который спит и видит сынишку в составе бейсбольной команды. Итак, Луи начинает ходить на тренировки. К сожалению, тренер, вместо того, чтобы обучать мальчика тонкостям игры, заставляет его наматывать бесконечные круги по стадиону. Но на одном из матчей тренер получает битой по голове и оказывается в больнице. Ребята уверены, хуже уже никого не будет. Но тут появляется сам Энди Андерсон. Переименовав «Бурундуков» в «Минометы», он устраивает детям «курс молодого бойца». Впрочем, на играх от этого толку мало. И тут на помощь приходит мама…                                                                      |  |
|         | |  |
| 1.03    | «Папу уволили» (англ. Dad Gets Canned) Прекрасное время — летние каникулы. Можно отдыхать, купаться в бассейне и не пропускать ни одну интересную программу по телевизору. Может, обычно так и есть, но не в семье Луи. Энди Андерсона уволили с работы и теперь глава семьи, страдая от непривычного безделья, работает по дому. Отгадайте с трёх раз, в чьи обязанности входит ему помогать. При этом Энди пытается найти деньги на содержание семьи, выставляя на продажу любимый, но разваливающийся на части Ремблер и дом, не обращая внимания даже на то, что Андерсоны просто его арендуют. Вскоре Луи узнаёт, из-за чего уволили отца и решает восстановить справедливость, а заодно спасти свои каникулы. |  |
|         | |  |
| 1.04    | «Озеро Виннибагошиш» (англ. Lake Winnibigoshish) Даже ежегодная поездка на озеро может превратиться в приключение, если за дело берётся семейство Андерсонов. Чего только стоит сама дорога, в которой можно узнать о том, что папа убивает жучков и птичек, вдоволь поесть ореховых рулетов и увидеть деревянную зверь-щуку. Впрочем, и на самом озере Луи никто расслабиться не даст: с одной стороны за ним буквально бегает «местная дурочка» Келли Бассет, с другой — он попал в самую крутую компанию. Вот только сможет ли толстячок Луи во всем быть на равных с наглыми и самоуверенными тройняшками Ланза. У отца свои проблемы — он никак не может найти подходящую наживку, чтобы поймать настоящую рыбу-монстра, а не «золотую рыбку», которые ему попадаются на крючок. Пытаясь помочь отцу, Луи делает для себя неожиданные выводы. Ему даже удаётся «вписать» себя в книгу славы озера Виннибагошиш.                                                                  |  |
|         | |  |
| 1.05    | «Ужасы Сидер-Нолла» (англ. Alive! Miracle in Cedar Knoll, Wisconsin) У сыновей Энди и Оры Андерсонов есть традиция — пугать самого младшего брата. Долгое время объектом их бесконечных шуточек был Луи. И хотя теперь у него самого есть младший братишка, которому можно врать о родителях-лягушках, наш герой до сих пор верит, что в подвале живёт монстр — Висконсинский Белый Гризли. Однажды родители уезжают проведать захворавшую бабушку, и Луи остаётся с Томми вдвоём. А тут ещё во всем районе из-за снегопада погас свет. Тогда-то Луи и понял, для чего действительно нужен старший брат. А Энди в это время пытается не сойти с ума в гостях у любимой тёщи… |  |
|         | |  |
| 1.06    | «Болезни, злаки и уколы от аллергии» (англ. Pains, Grains, and Allergy Shots) В доме Андерсонов настоящая беда — сломался холодильник. Энди на отрез отказывается купить новый, ведь он «мастер на все руки», неужели не справится сам? А пока продукты хранить не в чём, семейство Андерсонов отправляется в китайский ресторан. На утро Луи обнаруживает, что голова у него распухла и стала похожа на гигантский помидор. Впрочем, опухоль быстро спала и Луи решил забыть о неприятности. Но на следующее утро, после съеденной на ужин пиццы, распухают руки. Ора, недолго думая, ведёт сына к врачу, где ему ставят диагноз «Аллергия на злаки». Что может быть страшнее для любителя вкусно перекусить, чем пищевая аллергия? Только необходимость лечить её при помощи уколов. Ведь Луи готов в обморок упасть, только увидев иглу. Помощь неожиданно приходит от отца, который потянул спину, перетаскивая так и не починенный холодильник на помойку.                       |  |
|         | |  |
| 1.07    | «Четвёртый четверг ноября» (англ. The Fourth Thursday in November) Приближающийся День Благодарения совсем не радует нашего героя — школьника Луи Андерсона. Во время спектакля он, играющий из года в год индейку, не выдержал насмешек сидящих в зале ребят и полез в драку. Теперь он должен выступить с докладом «В чём смысл Дня Благодарения» перед всей школой. Но вот беда — получить точный ответ на этот вопрос ему никак не удаётся. Для мамы главное в празднике — тыквенный пирог, для отца — право разрезать индейку. А тут ещё в гости приехало огромное количество родственников, большинство из которых совсем не в восторге друг от друга. Как же тут выполнить задание? |  |
|         | |  |
| 1.08    | «По следу оленя» (англ. Tracks of My Deers) Во время сезона охоты на оленей Луи приютил у себя дома оленя. Поскольку сезон был неудачный, охотники были готовы на всё ради оленя, и, узнав про оленя в доме Андерсонов, окружают дом, чтобы убить его. |  |
|         | |  |
| 1.09    | «Когда Сидер-Нолл замерзает» (англ. When Cedar Knoll Freezes Over) В Сидер-Нолле зимний карнавал, и все семьи, в том числе и Андерсоны, отправляются на праздничные соревнования. Энди соревнуется с другими соседями, Ора принимает участие в забеге на 30 км, а Луи занят подготовкой к вечернему катанию со старшей сестрой Джинни Ланой. Луи разочаровывается, когда видит Лану с другим парнем, но тут же понимает, что его настоящий друг был всегда рядом. |  |
|         | |  |
| 1.10    | «Незабываемая ярмарка» (англ. A Fair to Remember) Отец Луи решает продать трактор на ярмарке и отправляет Луи и Томми вместе гулять по ярмарке. Тем временем, Ора (мать Луи) принимает участие в конкурсе среди кулинаров и выигрывает первый приз. Луи боится кататься на карусели «Дыхание дракона», но, потеряв брата, он находит его на этой карусели и вынужден на ней кататься. А отец Луи занимает второе место в конкурсе по ловле свиньи в грязи и получает в качестве приза свинку Эми. |  |
|         | |  |
| 1.11    | «Рождённый для „Ремблера“» (англ. Born a Rambler Man) Луи и его маме надоел старый Ремблер. Они решили скопить деньги и купить папе новую машину. Однако Энди вернул старую. Луи решил приготовить папе другой сюрприз — починить старый, но любимый папой Ремблер. |  |
|         | |  |
| 1.12    | «Дождь над моей постелью» (англ. Raindrops Keep Falling on My Bed) Новыми соседями Андерсонов становятся Йенсены, отец их семейства, работающий патологоанатомом, не поладил с отцом Луи из-за участка земли и несовпадающих взглядов на юмористов (Энди предпочитает Бобби Хоупа, Йенсен — Милтона Берла). В результате семьи враждуют. Вскоре начинается сильнейший дождь, который создаёт потоп. Чтобы защитить свою землю, отец Луи строит защитную кирпичную стену, которая в итоге не пропускает воду к дому Андерсонов. Мать Луи приглашает в свой дом все семьи района, и дом Андерсонов становится для всех временным приютом. Тем временем Скотт (Йенсен-младший) и Луи вместе находят потерявшуюся кошку Джонсонов, черепаху Уилсонов и собаку Йенсенов и мирятся. Когда стена начинает пропускать воду, все соседи начинают чинить её. И таким образом потоп мирит семейства Андерсонов и Йенсенов, которые вместе идут помогать соседям ремонтировать дома после потопа. |  |

## Второй сезон
| № серии | Название и краткое содержание серии |  |
| ------- | --- |  |
|         | |  |
| 2.01    | «Деньги жгут карман» (англ. Caddy on a Hot Tin Roof) У Луи время летних каникул, и все дни он проводит со своими друзьями, пока все они, кроме Луи, не покупают новые велосипедные гудки. Луи тоже хочет гудок, но, к сожалению, он «на мели», и даже родители не могут ничем помочь. Когда ситуация проясняется, Грюнвальд предлагает друзьям подработать в качестве кадди в гольф-клубе, куда их возьмёт работать кузен Грюнвальда Марвин. Они соглашаются, и Луи, ничего не смыслящий в гольфе, попадает к лучшему игроку клуба Жожо Стамапулусу, который, согласно слухам, закопал своего кадди на 14-й лунке из-за того, что промахнулся. Жожо, проведя с Луи успешную игру, предлагает ему работу, за которую обещает неплохие деньги. «Влившись» в общество клуба, характер Луи начинает меняться. В итоге он становится жадным до денег. Друзья отходят на задний план, ведь, как говорит Жожо: «Луи некогда болтаться весь день с детьми, от которых никакого проку». Мама начинает переживать за своего Луи. Отец решает заняться гольфом, чтобы вернуть сына домой. В клубе Жожо предлагает Энди поиграть вместе с ним, и когда Луи приходится сделать выбор между Жожо и отцом, он выбирает Жожо. Во время игры Луи понимает, что отец не справится без его помощи, бросает Жожо и уходит к отцу. Финальный удар Энди исполняет серией рикошетов: камень, голова Жожо и попадает в лунку. В конце Луи извиняется перед своими друзьями, которые решили его проучить, закопав Грюнвальда в песок на 14-й лунке. |  |
|         | |  |
| 2.02    | «Лето моих разочарований» (англ. Summer of My Discontent) Глен Глен — настоящий кошмар в жизни Луи!.. Однако он знает один замечательный способ избавить себя от этого кошмара: на лето Луи уезжает в летний лагерь, куда впервые вместе с ним поедет и его брат Томми. В лагере Луи селят в домике вместе с Глен Гленом и другими школьными задирами. Луи всякими способами пытается уехать домой и в общем итоге решает сбежать. Но его ловят в двух шагах от свободы и он вынужден отправиться в поход, где вместе с Глен Гленом теряется в лесу. |  |
|         | |  |
| 2.03    | «Уикэнд на лыжах» (англ. Anderson Ski Weekend) Отец Грюнвельдов получает повышение и везёт свою семью кататься на лыжах. Луи от зависти говорит, что его семья каждый год ездит в горы, и что они большие мастера, но семья Андерсенов едет впервые. |  |
|         | |  |
| 2.04    | «Люди без крыши» (англ. Roofless People) На Сидер-Нол налетел страшный ураган-вертун, после которого Луи боится выходить на улицу. К тому же ураган разносит крышу дома Андерсонов и старые стихи, написанные Энди для Оры и хранившиеся на чердаке, становятся достоянием общественности. |  |
|         | |  |
| 2.05    | «Как преуспеть в Вашингтоне, не прилагая усилий» (англ. How to Succeed in Washington Without Really Trying) В школе задают выступить с темой перед школой. Тот, кто займёт 1-е место, поедет со своей работой в Вашингтон вместе со всем классом. Луи покупает работу у Глен Глена, которая занимает 1-е место. |  |
|         | |  |
| 2.06    | «Опус мистера Андерсона» (англ. Mr. Anderson’s Opus) В школе появляется новый ученик Шон, который тут же становится конкурентом Луи за симпатию Джини. По совету папы Луи начинает учиться играть на тубе, чтобы произвести впечатление на Джинни. |  |
|         | |  |
| 2.07    | «Чёртова дюжина» (англ. An Anderson Dozen) В семье Андерсонов ожидается прибавление. Луи случайно услышал, что родители хотят выгнать одного из детей (Энди шутил, но Луи всё принял за правду). Поэтому он начинает выяснять откуда берутся дети, чтобы нового ребёнка отправить обратно. Энди тем временем собирается попросить начальство о прибавке. |  |
|         | |  |
| 2.08    | «Из жизни пчёл» (англ. Buzz Stop) Луи задали исследовательскую работу. Он выбрал изучение пчёл. Отец начал ему помогать, но переусердствовал и забыл о семье. |  |
|         | |  |
| 2.09    | «Ради дяди» (англ. For Pete’s Sake) Бездомный Пит спасает Луи, которого чуть не сбила куча магазинных тележек из супермаркета. В благодарность Луи приглашает его на ужин домой, а затем и пожить в гараже. |  |
|         | |  |
| 2.10    | «Гроссмейстер в маске» (англ. The Masked Chess Boy) У Луи открываются способности к шахматам. Его записывают на городской турнир, однако стеснительность и боязнь нападок Глена Гленна заставляют его скрывать своё лицо под маской. |  |
|         | |  |
| 2.11    | «Добро, зло и Глены» (англ. The Good, the Bad, & the Glenns) Крикливая мать Глена Гленна Джен Гленн попадает в больницу. В городе стало намного тише, а Глен Гленн становится другом Луи, вопреки его желанию. Луи замечает, что жители города совершенно изменились и не могут в полной мере радоваться жизни. Он решает действовать… |  |
|         | |  |
| 2.12    | «В семье не без комика» (англ. Kazoo’s Coming to Dinner) В Сидер-Нолл приезжает известный комик Казу. Луи знакомится с ним и решает начать собственную карьеру комика. Однако обидные шутки Казу заставляют мальчика бросить затею. Мама Луи предлагает сыну провести домашнее выступление: только для родных. |  |
|         | |  |
| 2.13    | «Благодарственное письмо» (англ. The Thank You Note) На день рождения Луи бабушка присылает свитер, связанный своими руками. Мама просит Луи написать бабушке письмо, но он откладывает это на потом и в результате не успевает из-за смерти бабушки. |  |

## Третий сезон
| № серии | Название и краткое содержание серии |  |
| ------- | --- |  |
|         | |  |
| 3.01    | «Скандальная слава» (англ. Louie’s Gate) С тех пор, как в городе открывается новый кинотеатр все свои деньги Луи тратит только на кино. Этот факт весьма обеспокоил его мать. И вместе с Энди мама Луи Ора решают преподнести сыну необычный подарок, который связан с кино, но далёк от кинотеатра — кинокамеру. После получения такого подарка Луи решает сам снять свой собственный фильм, и ему это удаётся — но с большим трудом. |  |
|         | |  |
| 3.02    | «Как сделать президента» (англ. The Making of a President) Школьные выборы… В этом году для далёкого от политики Луи они не прошли бесследно, ведь его друг Грюнвальд решает баллотироваться и берёт Луи в помощники. К их удивлению оппонентами на выборах становиться Карапет и Джинни. А значит предвыборная гонка будет не такой лёгкой, как ожидалось и дружбе ребят предстоит глобальная проверка. |  |
|         | |  |
| 3.03    | «Сбор ветеранов» (англ. Military Reunion) Луи приходится выслушивать подвиги своего отца много много лет… Но вдруг в его городе собирается сбор пятого полка, в котором воевал Энди Андерсон. В школе задают рассказать, что делали родители во время войны. Луи счастлив: за эту работу ему ТОЧНО поставят 5+. Но после того, как Луи записывает похождения своего отца, и выступает с ним, ему говорят, что это не правдоподобно. Луи решает, что отец соврал ему. Но на самом деле когда отец спас всех из 5 полка они узнают его и Энди рассказывает Луи что его прозвали так за помощь, так как он был поваром он вставал очень рано и когда ему обожгла задницу плита он так заорал что поднял всех. В этот момент приближались враги. Так отец Луи получил прозвище ЗАДНИЦА.                |  |
|         | |  |
| 3.04    | «Вперёд, „Пэкерс“!» (англ. Go Packers) Луи не любит футбол. Однако отец приводит его на матч, чтобы посмотреть на игру с участием любимой команды «Пэкерс». Энди хочет раскрыть тренеру секрет своего фирменного финта, но ему это не удаётся. Луи проходит на поле, позорится на конкурсе по футболу для детей, но рассказывает тренеру секрет. |  |
|         | |  |
| 3.05    | «Практикантка» (англ. The Undergraduate) Учитель Луи по литературе заболел, и ему на смену пришла молодая мисс Робертсон. Луи сразу влюбляется в свою учительницу и пытается всеми средствами понравиться ей. Луи с удовольствием начинает читать Шекспира, что не нравится Энди Андерсону. Но отец Луи, познакомившись с учительницей, меняет своё мнение о ней и решает устроить ей карьеру. Луи думает, что любимую учительницу уволили и виноват в этом отец. |  |
|         | |  |
| 3.06    | «Сумасшедший Хэллоуин» (англ. Louie’s Harrowing Halloween) Несмотря на запрет матери есть сладости за неделю до Хеллоуина, Луи украл в магазине одну конфету и долго мучился. В школе Луи слышит признания преступников, и в праздничную ночь решает отнести конфету в магазин. В это же время отец Луи решает создать группу, следящую за порядком на улице и возглавляет её. Тем временем Луи находит сбежавшего преступника, который забрал у ребёнка конфеты, в числе которых и была конфета Луи, и выпрашивает её себе. По приходе в магазин, Луи и его друзья обнаруживают открытую дверь и преступников, грабящих магазин. Вскоре приезжает полиция и детей считают героями. В благодарность, Луи получает гору конфет от владельца магазина.                                               |  |
|         | |  |
| 3.07    | «Каникулы с препятствиями» (англ. Mr. Louie’s Wild Ride) Наступили летние каникулы и друзья Луи отправляются с семьями в Зверопарк — парк аттракционов в Калифорнии. Луи решил не отставать от своих одноклассников и на пару с Томми решается уговорить отца на такое путешествие. Энди с трудом, но уступает детям (в итоге его «уговаривает» купон из комикса Луи на 50 % скидку). Луи и Томми вместе с родителями закидывают вещи в поезд и мчатся на встречу новым впечатлениям! Чтоб в памяти остались яркие впечатления, Луи берёт с собой фотоаппарат. Однако, вскоре поезд ломается и, чтобы успеть побывать в парке во время действия скидки, в ход идут самолёт-кукурузник, ослы, плот для сплава по горной реке и даже воздушный шар! У Луи и Томми будут самые незабываемые каникулы! |  |
|         | |  |
| 3.08    | «Пришельцы из космоса» (англ. Close Encounters of the Louie Kind) Луи и его друг Грюнвальд невнимательны на уроках. Учитель решает их наказать и даёт им задание. Ребята создают собственную летающую тарелку, тем самым заставив отца Луи поверить в существование пришельцев. |  |
|         | |  |
| 3.09    | «Магия поцелуя» (англ. The Kiss is the Thing) Луи начинает играть в школьном театре. Он играет роль прекрасного принца в пьесе «Спящая красавица». В одном из эпизодов этой пьесы принц целует спящую красавицу, которую играет Джинни. Однако Луи стесняется поцеловать свою подругу. Но всё-таки во время спектакля Луи делает это, великолепно сыграв роль принца. На спектакль приехал даже отец Луи, который сумел отложить работу ради сына. |  |
|         | |  |
| 3.10    | «Семейное фото» (англ. Family Portrait) Луи дают всего 5$ на подарок к Рождеству. Луи не может выбрать что купить за такие копейки. А тем временем папа Луи Энди одевает костюм Санта-Клауса... |  |
|         | |  |
| 3.11    | «Слепая любовь» (англ. Blinded By Love) Мечта Луи о собаке исполнилась, но он обязался вернуть её, когда она будет готова стать собакой-поводырём. Глен Глен невзлюбил Луи и его собаку Скаута. |  |
|         | |  |
| 3.12    | «Худеть или не худеть» (англ. Do it or Donut) Луи хорошо играет в баскетбол. Его берут в сборную школы. Однако тучное телосложение вместе с открытой формой заставляет Луи комплексовать. |  |
|         | |  |
| 3.13    | «Проект: День матери» (англ. Project-mother’s day) Скоро день матери, но Луи до последнего откладывает заботы о подарке маме. Накануне праздника Ора заболевает и Луи приходится взять на себя все заботы по дому. Энди решает исправить ошибку, допущенную много лет назад и которую никак не может забыть его мама. |  |

## Награды
Сериал дважды получал Дневную премию «Эмми», а также трижды был награждён гуманитарной премией (англ. Humanitas Prize).

## Трансляция

### В мире
В России транслировался Jetix (ранее Fox Kids). Премьера состоялась с 21 августа по 14 октября 2002 года на «REN-TV» (повтор — с 8 декабря 2002 по 27 апреля 2003 года).